# 欧特维尔 (萨瓦省)
欧特维尔（法語：Hauteville，法語發音：[otvil]）是法国萨瓦省的一个市镇，属于尚贝里区。

## 地理
欧特维尔（45°31'47"N, 6°10'21"E）面积2.45 平方千米，位于法国奥弗涅-罗讷-阿尔卑斯大区萨瓦省，该省份为法国东部省份，历史上为薩伏依的一部分，北起上萨瓦省，西接伊泽尔省和安省，南部和东部与上阿尔卑斯省和意大利接壤。
与欧特维尔接壤的市镇（或旧市镇、城区）包括：沙托讷夫、夸斯-圣让皮耶戈捷、拉特里尼泰。

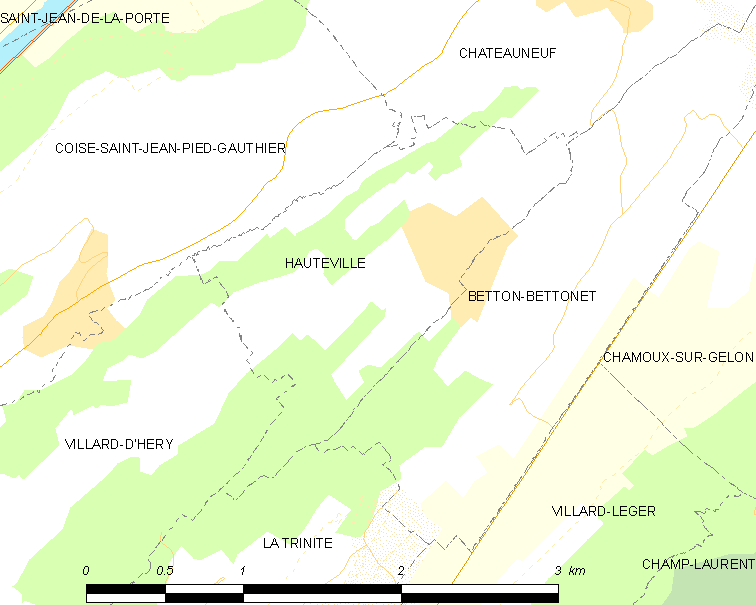
的OSM定位图

欧特维尔的时区为UTC+01:00、UTC+02:00（夏令时）。

## 行政
欧特维尔的邮政编码为73390，INSEE市镇编码为73133。

## 政治
欧特维尔所属的省级选区为圣皮埃尔达尔比尼县。

## 人口

1962-2008年间人口变化图示

欧特维尔于2022年1月1日时的人口数量为350人。